# 존 윌리엄 워터하우스
존 윌리엄 워터하우스(John William Waterhouse, 1849년 4월 6일 ~ 1917년 2월 10일)는 아카데미 화풍으로 시작해서 이후 라파엘 전파 화풍과 주제를 따른 유명한 영국의 화가이다. 그의 작품은 고대 그리스 신화와 아서왕 전설에 나온 여성들의 묘사로 유명하다.
로마에서 예술가 부모에게서 태어난 워터하우스는 이후 런던으로 돌아와서 왕립 예술 학교에 들어가게 된다. 그는 정기 여름 전시회를 시작했고 큰 캔버스에 고대 그리스 신화와 그들의 일상 풍경을 그리는데 중점을 뒀다.
현재 워터하우스의 작품은 영국의 여러 미술관에서 볼 수 있다. 2009년 왕립 예술 학교는 그의 회고전을 열었다.
2018년 1월 맨체스터 아트 갤러리는 여성 신체의 예술적 묘사가 꼭 전시되어야 하는가에 관한 논쟁을 북돋고자 워터하우스의 작품 《힐라스와 님프》(Hylas and the Nymphs)를 잠정적으로 전시 중단했는데 이에 대해 논란이 불거졌다.

## 생애

### 어린 시절
워터하우스는 1849년 로마에서 영국의 화가 부부 윌리엄과 이자벨라 워터하우스의 아들로 태어났다. 1849년은 단테 가브리엘 로세티, 존 에버렛 밀레이와 윌리엄 홀만 헌트 같은 다른 라파엘 전파 소속 예술가들이 런던의 회랑에서 처음 논란을 일으키던 해이다. 그의 생일은 불명이나, 그가 4월 6일 세례받은 것을 근거로 학자 페터 트리피는 그가 1월 1일에서 23일 사이에 태어났으리라 추측한다.
이탈리아에서 보낸 워터하우스의 유년기는 훗날 그의 후기 그림이 고대 로마가 배경이거나 로마 신화가 주제인 이유 중 하나이다.
1854년 워터하우스는 영국으로 돌아가서 런던 사우스 켄싱턴에 있는 집에 살게 된다. 집은 당시 개관한지 얼마 안된 빅토리아 앨버트 박물관 근처에 있었다. 어린 시절 워터하우스는 '니노'(Nino)라는 별명을 갖고 있었으며 예술가 집안의 영향으로 그림 그리는 것에 관심을 보이며 대영박물관과 내셔널 갤러리에 있는 예술 작품들을 종종 그리곤 했다. 1871년 그는 왕립 예술 학교에 들어가 회화로 넘어가기 전에 처음으로 조각 제작 연습을 시작했다.

### 청년기
워터하우스의 초기 작품들은 전혀 라파엘 전파 사조를 띄고있지 않았고 로렌스 알마 타데마나 프레더릭 레이턴 풍의 회화처럼 고전에서 주제를 빌렸다. 이 초기 작품들은 두들리 갤러리와 영국 예술가 협회에서 전시되었고 1874년 그의 그림 《잠, 이복형제의 죽음》(Sleep and his Half-brother Death)는 왕립 학교 여름 전시회에서 전시되었다. 이 작품은 많은 눈길을 끌었으며 워터하우스는 이후 1916년까지 1890년과 1915년을 제외하고는 매년 정기 전시회를 열었다 1876년 여름 전시회 역시 워터하우스의 작품 《무도회가 끝나고》(After the Dance)이 전시회 작품들 가운데 가장 눈에 띄었다. 성공 탓인지 워터하우스 작품은 캔버스의 크기면에서 시간이 지날 수록 점점 커졌다.

### 원숙기
1883년 그는 에스터 켄워시 어링의 예술교사 딸과 결혼했다. 1895년 워터하우스는 아카데미 정회원으로 선출되었다. 그는 성 존 목재 예술 학교에서 학생들을 가르쳤고, 성 존 목재 예술회에 가입했으며 왕실 예술 심의회에서 근무했다.

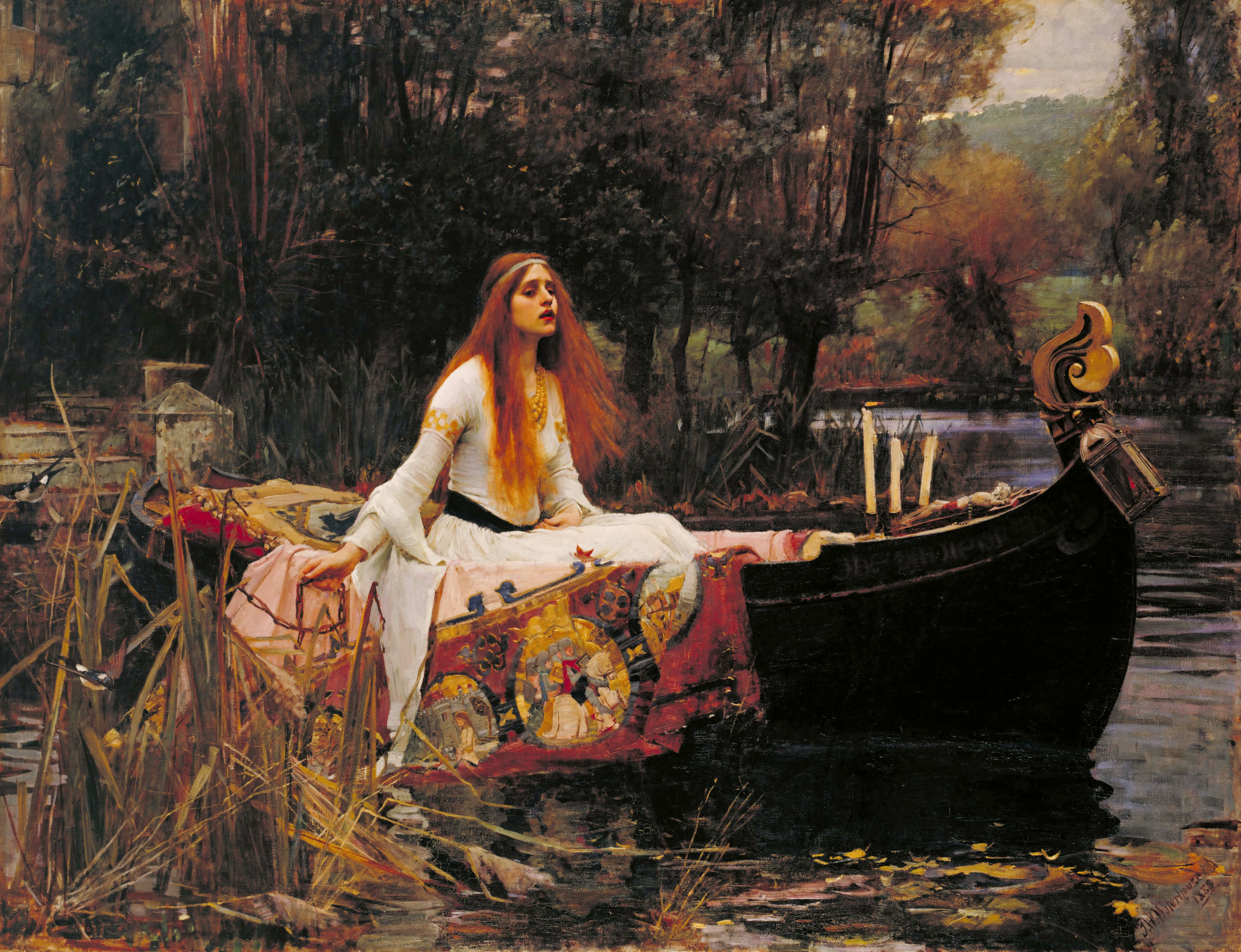
《샬롯의 여인》(The Lady of Shalott), 1888년

워터하우스가 그린 가장 유명한 주제 중 하나는 애스톨렛의 일레인을 시인 알프레드 테니슨의 1832년 시, 《샬롯의 연인》에 나오는 인물로 묘사해서 그린 《샬롯의 여인》이다.
그는 이 인물을 가지고 세 개의 다른 그림을 1888년, 1894년, 1916년에 그렸다.
다른 유명한 주제로는 오필리아가 있다. 그의 오필리아 그림 중 가장 유명한 작품은 오필리아가 죽은 직후, 그녀가 호숫가의 나뭇가지에 앉아있는 것처럼 꽃들이 그녀 머리 주변에 놓여있는 그림이다.
《샬롯의 여인》과 워터하우스의 다른 작품들에서는 물 안에서 혹은 물가에서 죽어있는 여성이 등장한다. 그는 아마도 단테 가브리엘 로세티나 존 에버렛 밀레이가 그린 《오필리아》에서 영감을 받았을 것이다. 워터하우스는 왕립 학교 졸업을 위해 작품 1888년에 《오필리아》를 제출했다.(원래는 《인어》(A Mermaid)라는 작품을 내려고 했으나 다 완성하지 못했다.)
제출 이후로, 그림은 20세기까지 행방불명이 되었다가 현재는 안드루 로이드 웨버 소장품으로 전시되고 있다. 워터하우스는 1894년, 1909년이나 1910년 《오필리아》를 다시 그렸고 그는 《교회 경내의 오필리아》(Ophelia in the Churchyard)라는 오필리아 연작을 계획했다.
그러나 워터하우스는 오필리아 연작을 완성하지 못했는데 1915년부터 암투병을 했기 때문이다. 그는 2년 후 사망했으며 묘지는 켄살 그린 공동 묘지 (Kensal Green Cemetery)에서 찾을 수 있다.

## 작품 《힐라스와 님프》에 관한 트라비아

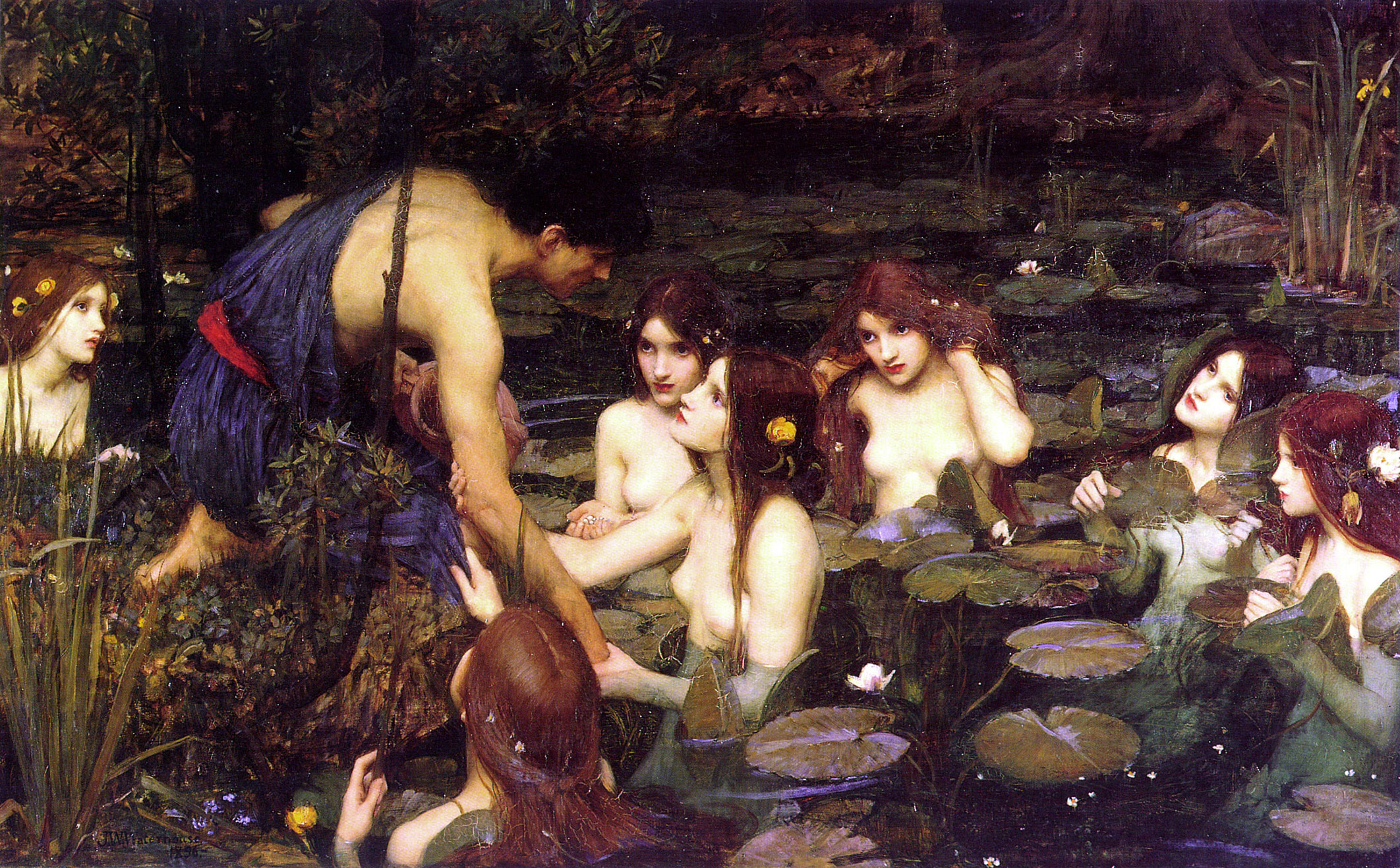
《힐라스와 님프》, 1896년

2018년 1월 맨체스터 아트 갤러리는 여성 신체의 예술적 묘사가 꼭 전시되어야 하는가에 관한 논쟁을 북돋고자 워터하우스의 작품 《힐라스와 님프》(Hylas and the Nymphs)를 잠정적으로 전시 중단했다. 방문객들의 관점을 듣고자 포스트잇이 준비되었으며 기념품점에서 그 작품의 엽서 역시 판매 중지를 했다. 갤러리의 이같은 행동은 검열이라는 비난과 너무 정치적 올바름에 치우쳤다는 반발을 낳았다. 이 작품은 일주일의 전시 중단 끝에 다시 걸리게 되었다.

## 워터하우스의 작품 목록
그는 총 118점의 작품을 만들었다.

### 1870년대
1870년대-1
- 온딘 (Ondine),
1872년
- 가되 잊지 않으리 (Gone, But Not Forgotten)
1873년
- 반갑지 않은 동반자 - 카이로의 거리 모습(The Unwelcome Companion-A Street Scene in Cairo)
1873년
- 실 잣는 여인 (La Fileuse)
1874년

1870년대-2
- 열주랑에서 (In the Peristyle)
1874년
- 미란다 (Miranda)
1875년
- 아이스쿨라피우스 신전에 데려간 아픈 아이 (A Sick Child brought into the Temple of Aesculapius)
1877년
- 자기 엄마를 죽인 네로 황제의 회한 (The Remorse of the Emperor Nero after the Murder of his Mother)
1878년

### 1880년대
1880년대-1
- 安逸 (Dolce far Niente)
1880년
- 디오게네스 (Diogenes)
1882년
- 황제 호노리우스가 좋아하는 것 (The Favorites of the Emperor Honorius)
1883년
- 신탁을 맞춰보다 (Consulting the Oracle)
1884년

1880년대-2
- 성 에우랄리아 (Saint Eulalia)
1885년
- 샬롯의 여인 (The Lady of Shalott)
1888년
- 클레오파트라 (Cleopatra)
1888년
- 오필리아 (Ophelia)
1889년

### 1890년대
1890년대-1
- 기도하는 로마인 (A Roman Offering)
1890년
- 율리시즈한테 컵을 건내는 키르케 (Circe Offering the Cup to Ulysses)
1891년
- 율리시즈와 세이렌 (Ulysses and the Sirens)
1891년
- 다나에 (Danaë)
1892년

1890년대-2
- 嫉妬하는 키르케 (Circe Invidiosa)
1892년
- '님프와 함께한 나이아드 혹은 힐라스 (A Naiad or Hylas with a Nymph)
1893년
- 용서없는 미녀 (La Belle Dame sans Merci)
1893년
- 여성 습작 (A Female Study)
1894년

1890년대-3
- 《랑슬롯을 보고있는 샬롯의 여인》(The Lady of Shalott Looking at Lancelot)
1894년
- 《오필리아》(Ophelia)
1894년
- 《신전》(The Shrine)
1895년
- 성 세실리아 (Saint Cecilia)
1895년
- 판도라 (Pandora)
1896년
- 줄리엣 (Juliet)
1898년

## 참고 도서
- Moyle, Franny (2009년 6월 13일), “Pre-Raphaelite art: the paintings that obsessed the Victorians [print version: Sex and death: The paintings that obsessed the Victorians]”, 《The Daily Telegraph (Review)》, R2–R3쪽.
- Simpson, Eileen (2009년 6월 17일), “Pre-Raphaelites for a new generation: Letters, 17 June: Pre-Raphaelite revival”, 《The Daily Telegraph》.
- Dorment, Richard (2009년 6월 29일), “Waterhouse: The modern Pre-Raphaelite, at the Royal Academy – review”, 《The Daily Telegraph》